# 1. Liga (Tschechoslowakei) 1980/81
Die Spielzeit 1980/81 der 1. Liga  war die 38. reguläre Austragung der höchsten Eishockeyspielklasse der Tschechoslowakei. Mit 68 Punkten setzte sich TJ Vítkovice durch. Für die Mannschaft war es ihr insgesamt zweiter tschechoslowakischer Meistertitel. Slovan CHZJD Bratislava musste als Tabellenletzter in die zweite Spielklasse absteigen.

## Modus
Wie in der Vorsaison wurde die Liga mit zwölf Mannschaften ausgespielt. Da jede Mannschaft gegen jeden Gruppengegner je zwei Heim- und Auswärtsspiele austrug, betrug die Gesamtanzahl der Spiele pro Mannschaft 44 Spiele. Meister wurde der Gewinner der Hauptrunde. Der Tabellenletzte stieg direkt in die jeweilige Landesmeisterschaft ab. Erstmals in der Geschichte der 1. Liga wurden Unentschieden abgeschafft und durch eine Verlängerung mit möglichem anschließenden Penalty-Schießen ersetzt.

## Tabelle
| Pl. | Team                    | Sp. | S  | S n. V. | N n. V. | N  | Torv.   | Pkt. |
| --- | ----------------------- | --- | -- | ------- | ------- | -- | ------- | ---- |
| 1.  | TJ Vítkovice            | 44  | 27 | 7       | 1       | 9  | 211:148 | 68   |
| 2.  | Motor České Budějovice  | 44  | 30 | 3       | 1       | 10 | 193:119 | 66   |
| 3.  | Poldi SONP Kladno       | 44  | 25 | 4       | 1       | 14 | 164:124 | 58   |
| 4.  | Dukla Jihlava           | 44  | 23 | 3       | 3       | 15 | 177:131 | 52   |
| 5.  | CHZ Litvínov            | 44  | 19 | 6       | 1       | 18 | 170:173 | 50   |
| 6.  | Dukla Trenčín           | 44  | 18 | 2       | 1       | 23 | 158:181 | 40   |
| 7.  | Tesla Pardubice         | 44  | 17 | 2       | 3       | 22 | 169:190 | 38   |
| 8.  | Spartak ČKD Prag        | 44  | 16 | 2       | 3       | 23 | 155:178 | 36   |
| 9.  | VSŽ Košice              | 44  | 17 | 0       | 4       | 23 | 176:199 | 34   |
| 10. | TJ Gottwaldov           | 44  | 15 | 0       | 1       | 28 | 125:161 | 30   |
| 11. | TJ Škoda Plzeň          | 44  | 12 | 2       | 3       | 27 | 121:172 | 28   |
| 12. | Slovan CHZJD Bratislava | 44  | 14 | 0       | 9       | 21 | 155:198 | 28   |

### Topscorer
Bester Torschütze der Liga wurde Jiří Lála von Dukla Jihlava, der in den 44 Spielen seiner Mannschaft 40 Tore erzielte. Topscorer wurde Milan Nový von Poldi SONP Kladno mit 32 Toren und 48 Assists in 44 Spielen.
| Pl. | Name              | Team                    | Spiele | Tore | Assists | Punkte |
| --- | ----------------- | ----------------------- | ------ | ---- | ------- | ------ |
| 1.  | Milan Nový        | Poldi SONP Kladno       | 44     | 32   | 48      | 80     |
| 2.  | Jiří Lála         | Dukla Jihlava           | 44     | 40   | 22      | 62     |
| 3.  | Jindřich Kokrment | Dukla Jihlava           | 44     | 20   | 41      | 61     |
| 4.  | Vincent Lukáč     | VSŽ Košice              | 35     | 30   | 29      | 59     |
| 5.  | Dárius Rusnák     | Slovan CHZJD Bratislava | 44     | 32   | 26      | 58     |
| 6.  | Miroslav Fryčer   | TJ Vítkovice            | 35     | 33   | 24      | 57     |
| 7.  | Ladislav Svozil   | TJ Vítkovice            | 40     | 16   | 38      | 54     |
| 8.  | Jaroslav Pouzar   | Motor České Budějovice  | 42     | 30   | 23      | 53     |
| 9.  | Ivan Hlinka       | CHZ Litvínov            | 41     | 22   | 31      | 53     |
| 10. | Vladimír Kýhos    | CHZ Litvínov            | 42     | 13   | 39      | 52     |

### Meistermannschaft von TJ Vítkovice
| Torhüter      | Jaromír Šindel, Luděk Brož |
| Abwehrspieler | Bohumil Kacíř, Jaroslav Lyčka, Milan Figala, Karel Dvořák, Milan Mokroš, Pavel Stankovič, Ivan Horák, Milan Šumichrast, Vladimír Kadlec                                                                                       |
| Stürmer       | Miroslav Fryčer, Ladislav Svozil, Jaroslav Vlk, František Černík, Zbyněk Neuvirth, Miloš Říha, Radoslav Kuřidým, Miloš Holaň, Miloš Krayzel, Vladimír Stránský, Pavel Prorok, Miroslav Venkrbec, Luboš Zábojník, Lumír Kotala |
| Trainer       | Jan Soukup und Karel Metelka |

## Auszeichnungen
Quelle: hokej.snt.cz
- Zlatá hokejka: Milan Nový (Kladno)
- Top TIPu:
  - Bester Torhüter: Ladislav Gula (Č. Buděj.)
  - Bester Verteidiger: Miroslav Dvořák (Č. Buděj.)
  - Bester Stürmer:  Milan Nový (Kladno)

## 1. Liga-Qualifikation
- Zetor Brno – PS Poprad 3:2 (3:1, 2:3, 3:4, 5:2, 4:3)